# Унион Еспаньола
„Унион Еспаньола“ (на испански: Unión Española) е футболен клуб в Сантяго де Чиле, столицата на Чили.
Създаден е на 18 май 1897 г. под името Сентро Еспаньол де Инструсион и Рекреасион и е сред най-старите все още съществуващи отбори в страната. Играе в чилийската Примера Дивисион. Унион Еспаньола е четвърти по брой спечелени шампионски титли (7) след Коло Коло, Универсидад де Чиле и Универсидад Католика, а освен това има и две Купи на Чили.

## История
Предшественик на Унион Еспаньола е Сентро Еспаньол де Инструсион и Рекреасион, основан от испански емигранти през 1897 г. С нарастването на броя развивани спортни дисциплини е взето решение някои от тях да се отделят като самостоятелни отбори – колоездачният Клуб Сиклиста Иберико през 1909 г. и футболният Клуб Иберико Баломпие на 18 октомври 1918 г. Футболният тим печели Копа Чиле де ла Асосиасион Сентрал през 1920 г. Двата тима набират популярност и през 1922 г. е взето решение те да бъдат обединени под името Унион Депортива Еспаньола. Обединеният отбор печели още две титли през 1924 и 1925 г., а през 1928 г. – Серия А на Лига Сентрал де Футбол де Сантяго. През 1933 г. Унион Еспаньола е един от отборите, основали Лига Професионал де Футбол де Сантяго, която организира първото професионално футболно първенство в страната. На 12 април 1934 г. Унион Депортиво Еспаньола и Сентро Еспаньол де Инструсион и Рекреасион се сливат под името Унион Еспаньола.
През 1939 г. Унион Еспаньола изиграва само един мач от първенството – под името Сентрал – преди да прекрати участието си заради Гражданската война в Испания. Останалите отбори се възползват от това и привличат в редиците си играчите на тима, а когато той се завръща в първенството година по-късно, на треньора се налага да изгради изцяло нов отбор с играчи от юношеските формации. След подсилване на състава с някои опитни играчи, отборът печели първата професионална титла в историята си през 1943 г., завършвайки на две точки пред Коло Коло. Следват три втори места през 1945, 1948 и 1950 г., като в последния случай Унион Еспаньола и Евъртън имат равен брой точки, а шампионът е определен чрез допълнителен мач, в който Евъртън печели с 1:0 след продължения. През 1951 г. в първата фаза на шампионата „Испанците“ завършват четвърти, а във втората – първи и след сбора на точките те и Аудакс Италяно се оказват в челото на класирането с равен брой. Отново допълнителен мач решава шампионата, но този път Унион Еспаньола надделява с 1:0 и печели титлата.
Следващите две десетилетия тимът няма особени успехи освен няколко трети места в първенството. Златната ера на Унион Еспаньола е през 70-те години, когато не финишира под четвърто място в шампионата и записва шест участия в туринира за Копа Либертадорес. През 1970 г. „Испанците“ остават на второ място в първенството след като завършват с равен брой точки с Коло Коло и губят в допълнителния мач с 2:1. Второто място обаче дава право на участие за Копа Либертадорес през 1971 г. Там отборът завършва на първо място в предварителната група, но не успява да прескочи полуфиналната група и да играе финал. Година по-късно отново остава втори след Коло Коло. През 1973 г. за треньор е назначен Луис Сантибанес, който две години по-рано печели титлата с Унион Сан Фелипе. Още същата година Унион Еспаньола печели шампионата с осем точки преднина пред Коло Коло. 1975 г. е най-успешната в историята на отбора след триумф в шампионата и финал за Копа Либертадорес, загубен от аржентинския Индепендиенте след по една разменена победа и загуба с 2:0 в допълнителния трети мач. Въпреки продажбата на голяма част от основните футболисти, „Испанците“ и през 1976 г. стигат до допълнителен мач за титлата, в който падат с общ резултат 3:1 от Евъртън. Все пак те печелят петата си титла през 1977 г.
През 80-те години Унион Еспаньола не може да намери своето място и редува класирания както на трето място, така и на трето отдолу-нагоре и в средата на таблицата. През 1982 г. се спасява от директно изпадане, а в баражната група за оставане в елита финишира на първо място. Година по-късно остава на 20-о място от 22 отбора и по правилник трябва да изпадне директно, но след промяна във формата на първенството, която предвижда увеличение на отборите в Примера Дивисион и разделянето им на две групи на регионален принцип, изпадащи отбори няма. В началото на 90-те години привържениците на отбора отново имат поводи за радост – през 1992 и 1993 г. „Испанците“ печелят Купата на Чили след победи с по 3:1 срещу Коло Коло и Кобрелоа. След шестнадесетгодишно прекъсване през 1994 г. Унион Еспаньола се завръща в турнира за Копа Либертадорес, където освен че стига четфъртфинал, се превръща в една вторият чилийски клубен отбор с победа като гост на тим от Уругвай. Празненствата по случай стогодишнината на отбора през 1997 г. са помрачени от първото в историята му изпадане във втора дивизия. Две години по-късно Унион Еспаньола завършва на първо място в Примера Б и се завръща в елита.
В турнира Клаусура през 2004 г. отборът остава на второ място, след загуба на финала от Кобрелоа с общ резултат 3:1. В Апертура през 2005 г. обаче печели шампионата след победа над Кокимбо Унидо с общ резултат 4:2. През 2009 г. „Испанците“ отново играят финал в турнира Апертура, но губят от Универсидад де Чиле с общ резултат 2:1. Поредното разочарование идва през 2012 г., когато на финала на Клаусура те падат от Уачипато след резменени победи с по 3:1 (на реванша Уачипато вкарва третия гол минута преди края на редовното време) и 3:2 при дузпите. В турнипа Трансисион през 2013 г., проведен под формата само на редовен сезон без плейофна фаза, Унион Еспаньола печели титлата благодарение на по-добрата си голова разлика в сравнение с втория Универсидад Католика, а заслуга за това има и серията от девет поредни мача без загуба (седем победи, две равенства, голова разлика 20:3). Същата година печели и Суперкупата на Чили след победа с 2:0 над Универсидад де Чиле.

## Дербита
Класико де колониас се наричат мачовете между Унион Еспаньола, Аудакс Италяно и Палестино – отборите, основани от съответно испански, италиански и палестински имигранти. От трите с най-големи традиции е дербито между Унион и Аудакс. В 137 мача до началото на 2015 г. „Испанците“ имат 56 победи, 33 равенства и 48 загуби. В 119 срещи с Палестино балансът е 52 победи, 27 равенства и 40 загуби.

## Известни бивши футболисти
- Алберто Фуию
- Антонио Ариас
- Атилио Кремаски
- Гийермо Явар
- Джовани Еспиноса
- Едуардо Лобос
- Ектор Риал
- Ектор Тапия
- Кларънс Акуня
- Кристиан Куева
- Леонардо Велис
- Марио Касерес
- Марио Осбен
- Мигел Анхел Нейра
- Нелсон Тапия
- Николас Кордова
- Онорино Ланда
- Педро Гонсалес Вера
- Педро Рейес
- Рикардо Франсиско Рохас
- Фернандо Риера
- Фернандо Санс
- Франсиско Валдес
- Хорхе Аравена
- Хорхе Торо
- Хосе Луис Сиера
- Хосе Мария Булюбашич

## Успехи
- Примера Дивисион:
  - Шампион (7): 1943, 1951, 1973, 1975, 1977, 2005 А, 2013 Т
  - Вицешампион (9): 1945, 1948, 1950, 1970, 1972, 1976, 2004 К, 2009 А, 2012 К
- Примера Б:
  - Шампион (1): 1999
- Копа Чиле:
  - Носител (2): 1992, 1993
  - Финалист (2): 1977, 1988
- Суперкопа де Чиле:
  - Носител (1): 2013
- Кампеонато де Апертура:
  - Носител (1): 1947
  - Финалист/Второ място (3): 1933, 1944, 1945
- Копа Инвиерно:
  - Носител (1): 1989
- Копа Либертадорес:
  - Финалист (1): 1975

## Рекорди
- Най-голяма победа:
  - в Примера Дивисион: 14:1 срещу Морнинг Стар, 1934 г.
  - в международни турнири: 7:2 срещу Уачипато, 26 март 1975 г.
- Най-голяма загуба:
  - в Примера Дивисион: 6:0 срещу Сантяго Морнинг, 1954 г.
  - в международни турнири: 5:0 срещу Коло Коло, 1 март 1973 г.